# مستی‌زاده
مستی‌زاده (به فارسی: جویندگان خوشی) یک فیلم هندی کمدی بزرگسالان و هندی-زبان است که میلاپ میلان زاوری آن را کارگردانی کرده است؛ و توسط پاتریش ناندی و رانگیتا ناندی تولید شده است. ستارگان فیلم سانی لئونه در یک نقش دوگانه در کنار تاسهر کاپور و ویر داس در نقش شاد راندهاوا، سورش منون، و ویوک واسوانی در نقش‌های پشتیبان. این فیلم در ۲۹ ژانویه ۲۰۱۶ در سراسر جهان منتشر شد.

## موضوع
داستان درباره لیلی له له و لایلا له له (هر دو توسط سانی لئونه بازی شده)، خواهران دوقلویی است که یک مرکز درمان برای معتادان به سکس را سازمان دهی می‌کنند. سانی کله (تاسهر کاپور) و آدیتیا چوثیا (ویر داس) دو بچه خراب که به سکس معتادند، با خواهران دوقلو دیدار می‌کنند و عاشق آن‌ها می‌شوند. دشدروهی و دشپرمی (هر دو توسط شاد رانداوا بازی شده) دو نفرند که شبیه هم اند، دشپرمی از نظر جسمی ناتوان است و دشدروهی یک مرد زن پرست است. لیلی و دشپرمی در شرف ازدواج اند. داستان پیرامون پیچیدگی‌های مختلف و آشفتگی‌های سرگرم‌کننده در زندگی آن هاست.